# Occidenchthonius giennensis
Espèce
Synonymes
- Chthonius giennensis Zaragoza & Pérez, 2013

Occidenchthonius giennensis est une espèce de pseudoscorpions de la famille des Chthoniidae.

## Distribution
Cette espèce est endémique d'Andalousie en Espagne. Elle se rencontre dans la grotte Cueva de los Ladrones à Peal de Becerro.

## Description
Le mâle holotype mesure 1,48 mm.

## Étymologie
Son nom d'espèce, composé de gienn[is] et du suffixe latin -ensis, « qui vit dans, qui habite », lui a été donné en référence au lieu de sa découverte, Giennis, le nom latin de Jaén.

## Publication originale
- Zaragoza & Pérez, 2013 : Hypogean pseudoscorpions (Arachnida) from Jaén province (Andalusia, Spain), with descriptions of four new species and a new synonymy. Zootaxa, no 3700(2), p. 201–225.